# HD 78004
HD 78004 är en ensam stjärna belägen i den mellersta delen av stjärnbilden Seglet och som också har Bayer-beteckningen c Velorum. Den har skenbar magnitud av ca 3,75 och är synlig för blotta ögat där ljusföroreningar ej förekommer. Baserat på parallaxmätning inom Hipparcosuppdraget på ca 10,9 mas, beräknas den befinna sig på ett avstånd på ca 300 ljusår (ca 92 parsek) från solen. Den rör sig bort från solen med en heliocentrisk radialhastighet på ca 24 km/s.

## Egenskaper
HD 78004 är en orange till gul jättestjärna av spektralklass G8-K1 III, som har förbrukat förrådet av väte i dess kärna och utvecklats bort från huvudserien. Den har en radie som är ca 27 solradier och har ca 272 gånger solens utstrålning av energi från dess fotosfär vid en effektiv temperatur av ca 4 900 K.